# Stade du Pays de Charleroi
Stade du Pays de Charleroi je fotbalový stadion v Charleroi v Belgii. Byl postaven pro Mistrovství Evropy 2000 jako náhrada předešlého stadionu známého pod názvem Mambourg. Pro tento významný turnaj měl stanovenu kapacitu 30 000 míst, krátce po skončení šampionátu byla snížena na současných 25 000 diváků. Své domácí zápasy zde hraje klub R. Charleroi SC.

## Významné zápasy
Mistrovství Evropy 2000
- 13. června 2000, Jugoslávie – Slovinsko 3:3 (Skupina C)[2]
- 17. června 2000, Anglie – Německo 1:0 (Skupina A)[3]
- 20. června 2000, Anglie – Rumunsko 2:3 (Skupina A)[4]

Kvalifikace na Mistrovství světa 2006
- 4. září 2004, Belgie – Litva 1:1 (kvalifikační skupina 7)[5][6]

### Externí odkazy

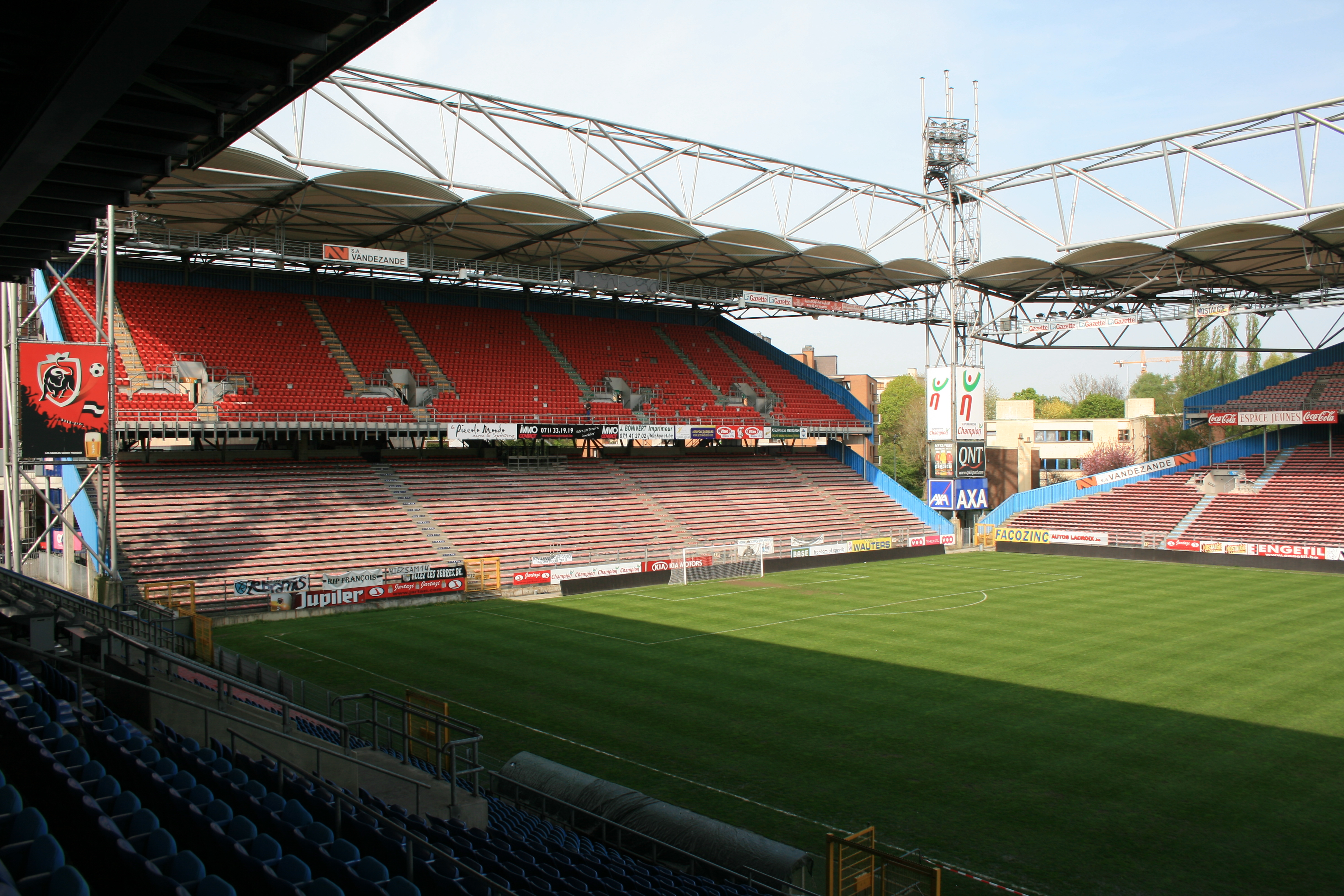
Stade du Pays de Charleroi, 2011.